# MHk 32 Liptovský Mikuláš
Le MHk 32 Liptovský Mikuláš est le club de hockey sur glace de Liptovský Mikuláš en Slovaquie. L'équipe évolue dans l'Extraliga, plus haute division slovaque.

## Historique
L'équipe est créée en 1932 et joue jusqu'en 1993 dans les divisions inférieures du championnat de Tchécoslovaquie de hockey sur glace, essentiellement en deuxième division. À la suite de la partition de la Tchécoslovaquie en 1993, l'équipe rejoint l'Extraliga slovaque.
L'équipe n'a jamais gagné le championnat de première division mais a parfois fini bien classée et a gagné des championnats dans les divisions inférieures. Ainsi, en deuxième division, l'équipe finit championne en 1971-72, 1973-74 et 1988-89.